# Through the Rain
Through the Rain è un singolo della cantautrice statunitense Mariah Carey, pubblicato il 17 ottobre 2002 come primo estratto dall'album Charmbracelet.

## Descrizione
La title track è stata scritta dalla stessa cantautrice, assieme a Lionel Cole e prodotta da Mariah Carey e da Jimmy Jam e Terry Lewis.
Through the Rain è una power ballad scritta nella chiave di La bemolle maggiore. La canzone si muove a 64 battiti per minuto ed ha un metro di 4/4. L'estensione vocale è Eb3-G5.

## Videoclip
Il video di Through the Rain è stato diretto da Dave Meyers e girato a New York. Il videoclip ripercorre le tappe della vita amorosa e coniugale dei genitori della Carey, Alfred e Patrica Carey, interpretati nel video di J.D. Williams e Jamie-Lynn Sigler.

## Accoglienza
In America il singolo raggiunse soltanto la posizione numero 81, molto meglio andò in Inghilterra dove entrò direttamente al numero 8. In Canada fu addirittura certificato disco d'oro.
Stephen Thomas Ervewine di All Music Guide disse che «[...] una ballata lenta progettata come se "Vision of Love" incontrasse "Hero". È evidente che Mariah ritorna nello stile dell'Adult contemporary».
Jon Caramanica di Entainment Weekly disse riguardo alla canzone: <<una ballata che può competere con la tradizionale Hero, la pioggia si sente domata, come se lei [Mariah Carey] coprisse i suoi recenti problemi>>.

## Classifiche
| Chart (2002)                                 | Peak position |
| -------------------------------------------- | ------------- |
| Australian Singles Chart                     | 15            |
| Austrian Singles Chart                       | 45            |
| Belgian Flandres Singles Chart               | 44            |
| Belgian Wallonia Singles Chart               | 29            |
| Canadian Singles Chart                       | 5             |
| Danish Singles Chart                         | 13            |
| Dutch Singles Chart                          | 9             |
| French Singles Chart                         | 22            |
| German Singles Chart                         | 36            |
| Irish Singles Chart                          | 16            |
| Italian Singles Chart                        | 7             |
| Japanese Singles Chart                       | 26            |
| New Zealand Singles Chart                    | 37            |
| Norwegian Singles Chart                      | 15            |
| Swedish Singles Chart                        | 7             |
| Swiss Singles Chart                          | 7             |
| UK Singles Chart                             | 8             |
| U.S. Billboard Hot 100                       | 81            |
| U.S. Billboard Hot Adult Contemporary Tracks | 17            |
| U.S. Billboard Hot Dance Club Play           | 1             |
| U.S. Billboard Hot R&B/Hip-Hop Songs         | 69            |

| Posizione | 7 | 15 | 19 | 22 | 18 | 23 | 18 | 20 |

## Altri usi
- La title track in Giappone è stata usata come sigla di chiusura della serie televisiva del 2003 ispirata al manga di Kōsuke Fujishima Sei in arresto!.